# 536
| [ Edytuj tabelę ]          |                                                                  |
| Król Aksum                 | - 520 Kaleb 540                                                  |
| Cesarz Bizancjum           | - 527 Justynian I Wielki 565                                     |
| Cesarz Chin                | - 502 Liang Wudi 549                                             |
| Król Essexu                | - 527 Aescwine 587                                               |
| Król Franków               | - 511 Childebert I 558 - 534 Teodebert I 548 - 511 Chlotar I 561 |
| Król Kentu                 | - 522 Eormenric 560                                              |
| Patriarcha Konstantynopola | - 535 Antym I 536 - 536 Menas 552                                |
| Władca Korei               | - 531 Anwŏn 545                                                  |
| Król Mercji                | - 501 Cnebba (?) 566                                             |
| Król Munsteru              | - 527 Crimthann 547                                              |
| Król Ostrogotów            | - 534 Teodahad 536 - 536 Witiges 540                             |
| Papież                     | - 535 Agapit I 536 - 536 Sylweriusz 537                          |
| Król Persji                | - 531 Chosrow I 579                                              |
| Król Wizygotów             | - 531 Teudis 548                                                 |

Rok 536 / DXXXVI
stulecia: V wiek ~
VI wiek ~
VII wiek

lata: 526 «
531 «
532 «
533 «
534 «
535 «
536
» 537
» 538
» 539
» 540
» 541
» 546
Rok 536 (DXXXVI) był rokiem przestępnym rozpoczynającym się we wtorek kalendarza juliańskiego. W tym czasie był znany jako Rok po Konsulacie Belizariusza (lub rzadziej, rok 1289 Ab urbe condita). Nazwa 536 na ten rok była wykorzystywana od wczesnego średniowiecza, kiedy era kalendarzowa Anno Domini stała się popularną metodą nazywania lat.
W 2018 r. badacz średniowiecza wyznaczył 536 jako "najgorszy rok do życia" z powodu erupcji wulkanu, prawdopodobnie na Islandii, na początku roku, która spowodowała spadek średniej temperatury w Europie i Chinach, co doprowadziło do klęsk i głodu ponad rok.

## Wydarzenia
- 8 czerwca – Sylweriusz został papieżem.
- 9 grudnia – wojska wodza bizantyjskiego Belizariusza zajęły bez walki opuszczony przez Ostrogotów Rzym.
- Biskup Marcjan zainaugurował w Gazie kościół poświęcony św. Sergiuszowi.
- Belizariusz przybył do Italii, początek wojen gockich.
- Znaczne oziębienie klimatu z lat 535–536 na półkuli północnej.